# Rad Racer
Rad Racer, messo in commercio in Giappone come Highway Star (ハイウェイスター?, Haiuei Sutā), è un videogioco di corse prodotto da Square Soft per Nintendo Entertainment System nel 1987.

## Modalità di gioco
Il giocatore guida un'automobile (selezionabile tra una Ferrari 328 e un'auto di Formula 1) e deve completare le piste attraversando tutti i checkpoint prima che scada il tempo. Se si colpisce un cartello stradale o un albero a qualsiasi velocità l'auto si blocca, facendo perdere tempo prezioso. Più si procede nell'affrontare le piste, più queste diventano difficili. Colpire un'altra auto direttamente da dietro farà rallentare il veicolo, mentre colpirla dai lati la spingerà velocemente in quella direzione.
Ai livelli più alti si può far schiantare un'altra vettura in questo modo, ma anche la CPU può far schiantare il giocatore. In curva frenare richiede tempo e rende più difficile per il giocatore raggiungere il checkpoint, il quale fornirà del tempo extra. Vi sono otto differenti livelli di difficoltà. Quando il tempo si esaurisce l'auto non si arresta di colpo ma avanza lentamente per un po'; se in questo frangente attraversa un checkpoint il gioco continua col tempo extra ottenuto.
Rad Racer è uno dei pochi giochi per NES che include una modalità tridimensionale, attivabile durante il gioco in qualsiasi momento premendo il tasto "Select". Il gioco era venduto abbinato al Famicom 3D System, gli speciali occhiali per usufruire di questa modalità (Square aveva precedentemente incorporato l'uso di quest'accessorio nel suo titolo The 3-D Battles of WorldRunner), mai distribuiti fuori dal Giappone; nelle versioni occidentali al gioco era abbinato un paio di occhiali 3D meno elaborati e più economici.

## Sviluppo
Il gioco è stato ideato e prodotto da Hironobu Sakaguchi, con le musiche di Nobuo Uematsu e la programmazione di Nasir Gebelli. I tre otterranno un grande successo internazionale pochi mesi più tardi con Final Fantasy, nel quale ripresero gli stessi ruoli avuti in Rad Racer. È uno dei pochi titoli ad usare la periferica Famicom 3D System. Square mise in commercio un sequel, Rad Racer II, solo in territorio statunitense, che non raggiunse il successo del predecessore.

## Accoglienza ed eredità
Il gioco ottenne riscontri positivi da parte della critica, anche se giudicato troppo simile a Out Run. Sebbene a posteriori sia stato considerato uno dei "classici" titoli per NES, al tempo le vendite furono scarse, cosa che non contribuì a migliorare la già gravosa situazione finanziaria in cui Square si trovava in quel periodo, che portò poi il trio Sakaguchi-Uematsu-Gebelli a creare un altro gioco come progetto finale per salvare l'azienda, ovvero Final Fantasy.
Il gioco fa anche un'apparizione nel film Il piccolo grande mago dei videogames: in una scena Lucas Barton usa il Power Glove per completare il primo circuito del gioco, di per sé un'impresa, considerando la molto nota inaffidabilità del dispositivo.
Il gruppo musicale Work Drugs ha pubblicato nel 2011 un singolo omonimo dedicato al videogioco, estratto dal loro album d'esordio Summer Blood. Nel videoclip appaiono immagini di gioco del sequel Rad Racer II.